# A Dangerous Meeting
A Dangerous Meeting es un álbum recopilatorio de la carrera musical del cantante King Diamond, lanzado en 1992. Contiene canciones especialmente escogidas de los álbumes de King Diamond y Mercyful Fate, además de dos canciones inéditas “Nuns Have No Fun” y "A Corpse Without Soul" del primer álbum de Mercyful Fate en formato EP que apareció en 1982.

## Lista de canciones
| Mercyful Fate |                                                      |                             |          |  |
| N.º           | Título                                               | Escritor(es)                | Duración |  |
| 1.            | «Doomed By The Living Dead» (Nuns Have No Fun- 1982) | King Diamond, Hank Shermann | 5:07     |  |
| 2.            | «A Corpse Without Soul» (Nuns Have No Fun- 1982)     | Diamond                     | 6:52     |  |
| 3.            | «Evil» (Melissa - 1983)                              | Diamond, H. Shermann        | 4:46     |  |
| 4.            | «Curse of the Pharaohs» (Melissa - 1983)             | Diamond, H. Shermann        | 4:00     |  |
| 5.            | «A Dangerous Meeting» (Don't Break the Oath - 1984)  | Diamond, H. Shermann        | 5:10     |  |
| 6.            | «Gypsy» (Don't Break the Oath - 1984)                | Diamond, Michael Denner     | 3:07     |  |
| 7.            | «Come to the Sabbath» (Don't Break the Oath - 1984)  | Diamond                     | 5:20     |  |

| King Diamond |                                                                |                        |          |  |
| N.º          | Título                                                         | Escritor(es)           | Duración |  |
| 8.           | «The Candle» (Fatal Portrait - 1986)                           | Diamond                | 6:38     |  |
| 9.           | «Charon» (Fatal Portrait - 1986)                               | Diamond, M. Denner     | 4:14     |  |
| 10.          | «Halloween» (Fatal Portrait - 1986)                            | Diamond, M. Denner     | 4:12     |  |
| 11.          | «No Presents for Christmas» (No Presents for Christmas - 1985) | Diamond, M. Denner     | 4:19     |  |
| 12.          | «Arrival» (Abigail - 1987)                                     | Diamond                | 5:26     |  |
| 13.          | «Abigail» (Abigail - 1987)                                     | Diamond                | 4:52     |  |
| 14.          | «Welcome Home» ("Them" - 1988)                                 | Diamond                | 4:35     |  |
| 15.          | «Sleepless Nights» (Conspiracy - 1989)                         | Diamond, Andy LaRocque | 5:03     |  |
| 16.          | «Eye of the Witch» (The Eye - 1990)                            | Diamond                | 3:45     |  |
| 1:17:47      |                                                                |                        |          |  |

## Créditos
- King Diamond y Mercyful Fate